# 도기 집모양 명기
도기 집모양 명기(陶器 家形 明器)는 부산광역시 기장군 정관읍 정관박물관에 있는 가야시대의 상형토기이다. 2019년 4월 10일 부산광역시의 유형문화재 제199호로 지정되었다.

## 지정 사유
- 집모양 토기는 가야문화권의 대표적인 상형토기로 알려져 있으며, 본 집모양 명기(家形 明器)는 기장 가동고분군(부경문물연구원 2014) Ⅰ-2 석곽묘 하부 목곽묘에서 출토된 것으로, 내부에서 공반된 단경호와 컵형토기의 형식으로 볼 때, 5세기 전엽 경의 제작품으로 추정된다. 지금까지 국내에서 출토된 집모양 도기는 총 20점 중에서 출토된 유적과 유구가 명확히 알려진 사례는 본 자료를 포함해 5점(①경주 사라리 5호묘 출토품, ②창원 석동 고분군 다-3지구 2호 목곽묘 출토품, ③함안 소포리유적 주혈 71호 출토품, ④창원 다호리 1B호 출토품, ⑤기장 가동 고분군 출토품) 정도이다. 기장 가동고분군에서 출토된 집모양 명기는 출토 상황과 연대를 알 수 있는 소수의 자료 중 한 점이라는 점에서 관련 연구를 심화하는데 중요한 자료이다.

- 12개의 사각기둥을 평면 반원상으로 배치하고, 기둥 위에 반자(천장)를 덮은 후, 그 위에 맞배형 지붕을 올린 구조이다. 일상적 주거 및 생계와 관련된 시설이라기보다 의례(儀禮) 등 특수한 목적을 위해 조성된 지역 고유의 건축물을 형상화한 것으로 볼 수 있어, 기존 출토품에 비해 그 희소성 및 조형적 가치가 더욱 높다.

- 기장 가동 고분군 출토품 ‘도기 집모양 명기(陶器 家形 明器)’는 지금까지 알려진 삼국시대 집모양 도기 중 유례를 찾기 어려운 특징적인 자료로서, 매장의례는 물론, 한국 고대 건축의 발전 과정 및 건축에 투영된 다양한 문화적 함의(含意)를 규명하기 위한 연구자료로서 폭넓게 활용될 것으로 기대된다. 유물의 희소성과 학술적, 예술적 가치를 고려해 볼 때, 기장 가동 고분군 출토품 ‘도기 집모양 명기(陶器 家形 明器)’는 부산광역시유형문화재로 지정･보존할 가치가 충분하다.

## 같이 보기
- 부산 노포동 고분군
- 부산 생곡동 가달 고분군

## 참고 자료
- 도기 집모양 명기 - 국가유산청 국가유산포털